# Sheikh Mujibur Rahman
Sheikh Mujibur Rahman (tiếng Bengal: শেখ মুজিবুর রহমান); 17 tháng 3 năm 1920 – 15 tháng 8 năm 1975), tên rút ngắn là Sheikh Mujib hoặc chỉ Mujib, là một chính trị gia người Bangladesh. Ông là cha đẻ của Cộng hòa Nhân dân Bangladesh và từng là Tổng thống đầu tiên của Bangladesh và sau đó là Thủ tướng Bangladesh từ ngày 17 tháng 4 năm 1971 cho đến khi bị ám sát vào ngày 15 tháng 8 năm 1975. Mujib được coi là động lực thúc đẩy nền độc lập của Bangladesh. Ông được người dân Bangladesh mệnh danh là "Bangabandhu" ("Người bạn của Bengal"). Ông trở thành một nhân vật hàng đầu và cuối cùng là lãnh đạo của Liên đoàn Awami, được thành lập vào năm 1949 với tư cách là một đảng chính trị có trụ sở ở Đông Pakistan tại Pakistan. Mujib được coi là một nhân vật quan trọng trong nỗ lực giành quyền tự trị chính trị cho Đông Pakistan và sau đó là nhân vật trung tâm đằng sau Phong trào Giải phóng Bangladesh và Chiến tranh Giải phóng Bangladesh năm 1971. Do đó, ông được coi là "Jatir Janak" hoặc "Jatir Pita" (cả hai đều có nghĩa là "Cha của Quốc gia") của Bangladesh. Con gái của ông, bà Sheikh Hasina, là cựu lãnh đạo của Liên đoàn Awami và cũng là cựu Thủ tướng của Bangladesh.
Là một người ủng hộ dân chủ và chủ nghĩa xã hội, Mujib đã vươn lên hàng ngũ của Liên minh Awami và chính trị Đông Pakistan với tư cách là một nhà hùng biện lôi cuốn và mạnh mẽ. Ông trở nên nổi tiếng vì sự phản đối của ông đối với sự phân biệt đối xử về sắc tộc và thể chế của người Pakistan ở Pakistan, người chiếm phần lớn dân số của bang. Khi căng thẳng gia tăng, ông đã vạch ra một kế hoạch tự trị 6 điểm và bị chế độ của Nguyên soái Ayub Khan bỏ tù vì tội phản quốc. Mujib đã lãnh đạo Liên đoàn Awami giành chiến thắng trong cuộc bầu cử dân chủ đầu tiên của Pakistan vào năm 1970. Mặc dù chiếm được đa số, Liên đoàn không được chính quyền quân sự cầm quyền mời thành lập chính phủ. Khi sự bất tuân dân sự nổ ra trên khắp Đông Pakistan, Mujib đã gián tiếp tuyên bố độc lập Bangladesh trong một bài phát biểu mang tính bước ngoặt vào ngày 7 tháng 3 năm 1971. Vào ngày 26 tháng 3 năm 1971, Quân đội Pakistan đã phản ứng với các cuộc biểu tình rầm rộ với Chiến dịch Tìm kiếm, trong đó Thủ tướng Mujib bị bắt giữ và bị đưa lên máy bay đến nơi biệt giam ở Tây Pakistan, trong khi dân thường, sinh viên, trí thức, chính trị gia và người đào tẩu quân đội bị giết một phần của cuộc diệt chủng năm 1971 ở Bangladesh. Trong thời gian Mujib vắng mặt, nhiều người Bengal đã gia nhập Mukti Bahini và đánh bại Lực lượng Vũ trang Pakistan trong Chiến tranh Giải phóng Bangladesh. Sau khi Bangladesh giành được độc lập, Mujib đã được Pakistan thả ra do áp lực quốc tế và trở lại thành phố Dhaka vào tháng 1 năm 1972 sau một chuyến thăm ngắn tới Anh và Ấn Độ.
Sheikh Mujib trở thành Thủ tướng Bangladesh theo hệ thống nghị viện được quốc gia mới thông qua. Ông yêu cầu quốc hội lâm thời viết một hiến pháp mới tuyên bố bốn nguyên tắc cơ bản của "chủ nghĩa dân tộc, chủ nghĩa thế tục, dân chủ và chủ nghĩa xã hội", phản ánh quan điểm chính trị của ông được gọi chung là Mujibism. Liên đoàn Awami đã giành được một nhiệm vụ rất lớn trong cuộc tổng tuyển cử đầu tiên của đất nước vào năm 1973. Tuy nhiên, Mujib phải đối mặt với những thách thức về nạn thất nghiệp tràn lan, nghèo đói và tham nhũng, cũng như nạn đói năm 1974 ở Bangladesh. Chính phủ đã bị chỉ trích vì từ chối công nhận hiến pháp đối với các nhóm thiểu số bản địa và vi phạm nhân quyền bởi các lực lượng an ninh của họ, đặc biệt là lực lượng dân quân quốc phòng. Trong bối cảnh kích động chính trị gia tăng, Mujib đã khởi xướng một chế độ xã hội chủ nghĩa của đảng vào tháng 1 năm 1975. Sáu tháng sau, ông và hầu hết gia đình bị ám sát bởi các sĩ quan quân đội nổi loạn trong một cuộc đảo chính. Một chính phủ thiết quân luật sau đó đã được thành lập. Trong một cuộc thăm dò của BBC năm 2004, Mujib đã được bầu chọn là người Bengal vĩ đại nhất mọi thời đại.